# Frank Awizus
Frank Awizus (* 1964) ist ein ehemaliger, professioneller Eishockey-Schiedsrichter, der in der Deutschen Eishockey Liga beschäftigt war. Er war neben Petr Chvatal, Rick Looker, Daniel Piechaczek und Georg Jablukov einer von bisher fünf Profischiedsrichtern im deutschen Eishockey.

## Karriere
Awizus war seit 1994 als ehrenamtlicher Schiedsrichter in der DEL aktiv und leitete insgesamt über 1.500 Spiele sowie mehrere internationale Turniere, wie die U20-Weltmeisterschaften 2005 in Tschechien und 2006 in Kanada.
Im Sommer 2006 wurde er als Profischiedsrichter von der Deutschen Eishockey Liga unter Vertrag genommen. Zwar war er damit der erste deutsche Schiedsrichter, allerdings konnte er seine Tätigkeit nie aufnehmen. Bei einem Vorbereitungsspiel zur Saison 2006/07 zwischen den Adler Mannheim und dem Schweizer Klub ZSC Lions prallte er mit einem Spieler der Adler zusammen und verletzte sich dabei schwer. Er hatte sich eine Fraktur des Schienbeinkopfes zugezogen. Von dieser unglücklichen Verletzung konnte er sich nie mehr vollständig erholen. In der Spielzeit 2007/08 war Awizus lediglich in Nachwuchsspielen sowie im ESBG-Bereich tätig. Eine mögliche Rückkehr in die DEL war zu diesem Zeitpunkt ausgeschlossen. Sein letztes Spiel leitete der Unparteiische 2008 im Wellblechpalast, als eine Traditionsmannschaft der Eisbären Berlin auf die aktuelle Berliner Mannschaft traf.
Frank Awizus kehrte nach Beendigung seiner Schiedsrichterkarriere in seinen alten Beruf als Vollzugsbeamter zurück.